# 夏士林 (宋朝)
夏士林（?—?），南宋大臣，在宋朝末年担任签书枢密院事。
宋恭帝德祐二年（1276年）正月十一丁丑，宋恭帝以夏士林签书枢密院事。正月十三己卯，参知政事常楙逃走，夏士林也随即逃走，只有三学士誓死不去。宋末帝祥兴元年（1278年）八月廿一壬申，宋末帝赵昺任命姚良臣为右丞相，夏士林参知政事，王德同知枢密院事。